# Javier Echevarría Rodríguez
Javier Echevarría Rodríguez (Madrid, 14 juni 1932 – Rome, 12 december 2016) was een Spaanse bisschop en leider van het Opus Dei.
Echevarría Rodríguez was doctor in het burgerlijk en het canoniek recht. Op 7 augustus 1955 werd hij priester gewijd. Hij werkte nauw samen met Jozefmaria Escrivá, wiens secretaris hij was van 1953 tot diens overlijden in 1975. Sinds 1966 was hij lid van de Algemene Raad van het Opus Dei.
Toen Álvaro del Portillo de heilige Jozefmaria in 1975 opvolgde als prelaat van het Opus Dei werd Echevarría Rodríguez benoemd tot algemeen secretaris. Bij de oprichting van het Opus Dei als personele prelatuur, in 1982, werd hij vicaris-generaal van de prelatuur.
Echevarría Rodríguez werd op 20 april 1994 gekozen als prelaat van het Opus Dei; hij werd tevens benoemd tot titulair bisschop van Cilibia. Zijn bisschopswijding vond plaats op 6 januari 1995.
Echevarría Rodríguez was lid van de Congregatie voor de Heiligverklaringen en van de Rechtbank van de Apostolische Signatuur, en tevens consultor van de Congregatie voor de Clerus. Hij heeft deelgenomen aan de algemene vergadering van de Bisschoppensynode voor Amerika (1997) en Europa (1999), evenals aan de gewone vergaderingen van 2001 en 2005.

## Werken
- Memoria del beato Josemaría
- Itinerarios de vida cristiana
- Para servir a la Iglesia
- Getsemaní” y “Eucaristía y vida cristiana

- Biblioteca Nacional de España: XX854365
- Bibliothèque nationale de France: cb12239528b (data)
- Catàleg d'autoritats de noms i títols de Catalunya: 981058564327906706
- Gemeinsame Normdatei: 1021320838
- International Standard Name Identifier: 0000 0001 1970 9384
- Library of Congress Control Number: no91001865
- Nederlandse Thesaurus van Auteursnamen: 301754004
- Istituto Centrale per il Catalogo Unico: LO1V192127
- Système universitaire de documentation: 031117821
- Virtual International Authority File: 44352635
- WorldCat: E39PBJjT6dDPKGqDKFWbdCxJjC